# The Daily Show
 (octobre 2020).
The Daily Show (intitulée The Daily Show with Jon Stewart de 1999 à 2015), est une émission satirique américaine diffusée sur le réseau Comedy Central depuis le 22 juillet 1996. D'une durée de 22 minutes, diffusé du lundi au jeudi, ce late-night show prend la forme d'une parodie de journal télévisé qui tourne en dérision l'actualité du moment, et fait une satire des personnages politiques, des organisations médiatiques, et parfois de l'émission elle-même.
À l'origine présenté par Craig Kilborn (en) jusqu'en décembre 1998, The Daily Show est ensuite présentée par Jon Stewart, à partir de janvier 1999. Ce dernier rend l'émission beaucoup plus centrée sur la politique nationale et les médias américains (Media of the United States (en)), contrastant ainsi le choix de Kilborn de s'intéresser à la pop culture. C'est le programme affichant la plus grande longévité sur la chaîne Comedy Central. La dernière émission de Stewart a été diffusée le 6 août 2015, soit près de 15 ans après ses débuts ; son remplaçant, Trevor Noah, ancien correspondant de l'émission, commence la nouvelle franchise du Daily Show en septembre 2015.
Il s'ouvre habituellement sur un monologue de Jon Stewart relatant les titres de l'actualité et parfois des échanges avec un ou plusieurs correspondants, qui font également une parodie des envoyés spéciaux ou des consultants interviewés par les chaînes nationales. La seconde partie de l'émission est consacrée à l'interview d'un invité, choisi dans un panel allant des acteurs et musiciens aux écrivains et figures politiques.
Le programme a connu une popularité ascendante depuis que Stewart en est l'hôte, et des organisations comme le laboratoire d'idées Pew Research Center affirment qu'il est devenu la principale source d'informations pour de nombreux jeunes. Stewart et les scénaristes ont subi de nombreuses attaques concernant leur manque de responsabilité journalistique, et le fait que leur statut de comédiens impliquait uniquement du divertissement et non de l'information.
En 2005, devant le succès de l'émission, Comedy Central a produit un spin-off, The Colbert Report, présenté par un ancien correspondant Stephen Colbert. Les deux programmes sont diffusés consécutivement, et entretiennent des interactions, Stewart fait souvent un lien avec le The Colbert Report à la fin de son Daily Show. Une version hebdomadaire est diffusée sur les réseaux internationaux, comme en France sur Canal+ et sur CNN International sous le nom de The Daily Show: Global Edition.

## Description
À l'origine présentée par Craig Kilborn (en), l'émission est présentée par Jon Stewart depuis 1999. Elle comporte habituellement les commentaires de celui-ci sur quelques faits d'actualité, le traitement de sujets par de faux envoyés spéciaux, et une interview de personnalité. L'émission ayant une audience forte auprès des jeunes adultes, elle est parfois considérée comme influente lors des campagnes électorales sur cette cible qui délaisse les programmes d'informations traditionnels. Elle reçoit d'ailleurs des personnalités politiques parmi les plus prestigieuses, comme Bill Clinton, Jimmy Carter, John Kerry, Rudy Giuliani, Hillary Clinton, John McCain, Bernie Sanders ou encore Barack Obama.

## Historique

### Avec Jon Stewart (1999–2015)
Le Daily Show est animé par Jon Stewart à partir de 1999. Il modifie le ton de l'émission en s'intéressant à l'actualité politique et à sa couverture par les médias.
En février 2015, Stewart annonce qu'il souhaite quitter l'émission dans le courant de l'année. La chaîne choisit l'humoriste sud-africain Trevor Noah pour lui succéder. 

### Avec Trevor Noah (2015–2022)
Trevor Noah succède à Jon Stewart qui occupe ce poste depuis 15 saisons. Il apporte un changement de style et est accompagné d'intervenant issus de la diversité : Dulcé Sloan, Desi Lydic, Roy Wood Jr., Michael Kosta, Hasan Minhaj et Ronny Chieng notamment. Après avoir animé l'émission lors de la présidence Trump et la pandémie du Covid-19 Trevor Noah quitte l'émission en décembre 2022.

### Avec un hôte invité (2023–?)
À la suite du départ de Trevor Noah, l'émission est animée par un hôte qui change régulièrement et n'anime que quelques épisodes successifs. Les futurs hôtes sont annoncés sur le site web de Comedy Central.

## Production

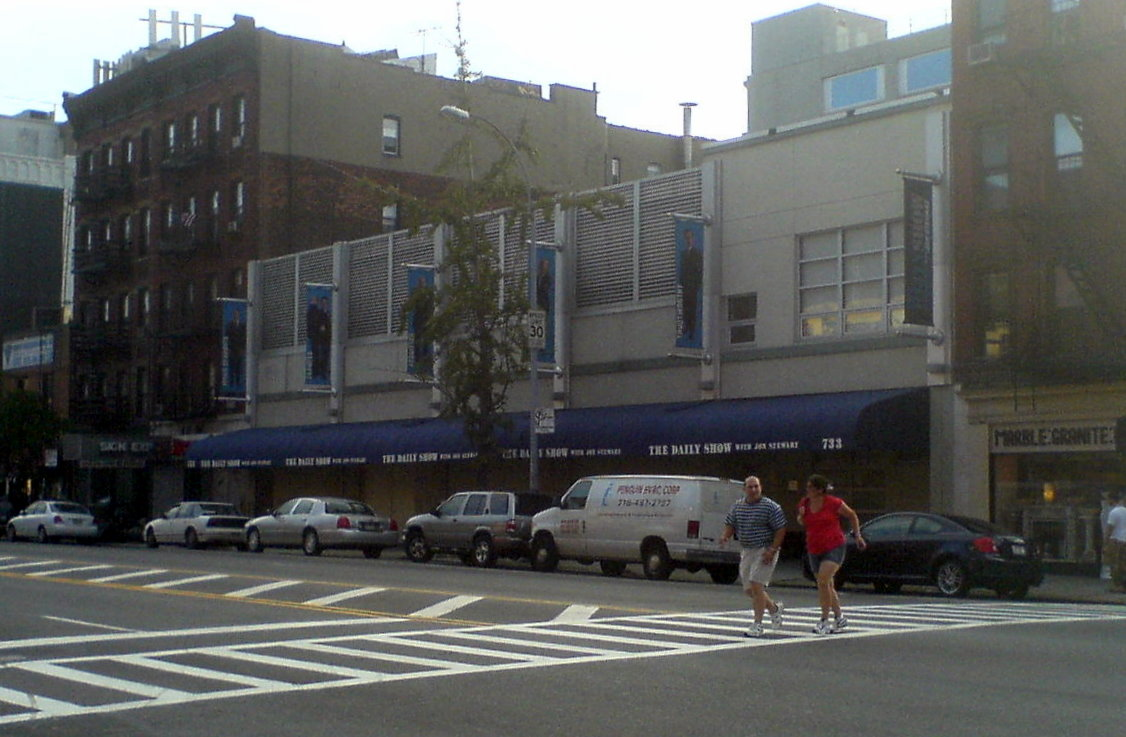
Façade du studio d'enregistrement de l'émission.

Vue sur le studio d'enregistrement depuis le public.

L'émission est écrite par les scénaristes chaque matin au cours d'une réunion où ils étudient les titres des quotidiens majeurs, de l'Associated Press, des réseaux câblés et des sites internet, et discutent de ceux qui seront évoqués dans le monologue. Le script de l'émission est publié vers 15 heures et la répétition a lieu vers 16h30. Une heure est laissée pour les retouches scénaristiques avant 18 heures où l'émission est enregistrée devant un public.
The Daily Show est composé de quatre épisodes par semaine, du lundi au jeudi, quarante deux semaines par an. Il est diffusé sur Comedy Central à 23h heure de l'Est / 22h heure du Centre, à l'heure où les chaînes de télévision diffusent leurs propres bulletins d'information, et une heure avant la plupart des émissions de comédie de la nuit.
L'enregistrement se fait au NEP Studio 52 à New York (733 11th Avenue), dans le quartier de Hell's Kitchen, dont l'entrée est surmontée de la phrase « Abandon News, All Ye Who Enter Here » (« Abandonne l'information, toi qui entre ici ») en référence à l’inscription sur les portes de l'Enfer dans la Divine Comédie de Dante : « Lasciate ogne speranza, voi ch'intrate » (« Laissez toute espérance, vous qui entrez », chant III, vers 9).

## Format

### Monologue
Chaque épisode commence par une annonce de Drew Birns où il cite la date et l'introduction de l'émission « From Comedy Central's World News Headquarters in New York, this is The Daily Show with Jon Stewart » (« Depuis le quartier général des informations internationales de Comedy Central, voici le Daily Show avec Jon Stewart »). L'hôte, Jon Stewart, ouvre l'émission avec un monologue récapitulant les titres de l'actualité du jour ou de la semaine. Le monologue était auparavant (du 28 octobre 2002 au 6 mars 2003) séparé en sections intitulées « Headlines » (titres), « Other News » (autres infos) et « This Just In » (dernière minute).

### Segment des correspondants

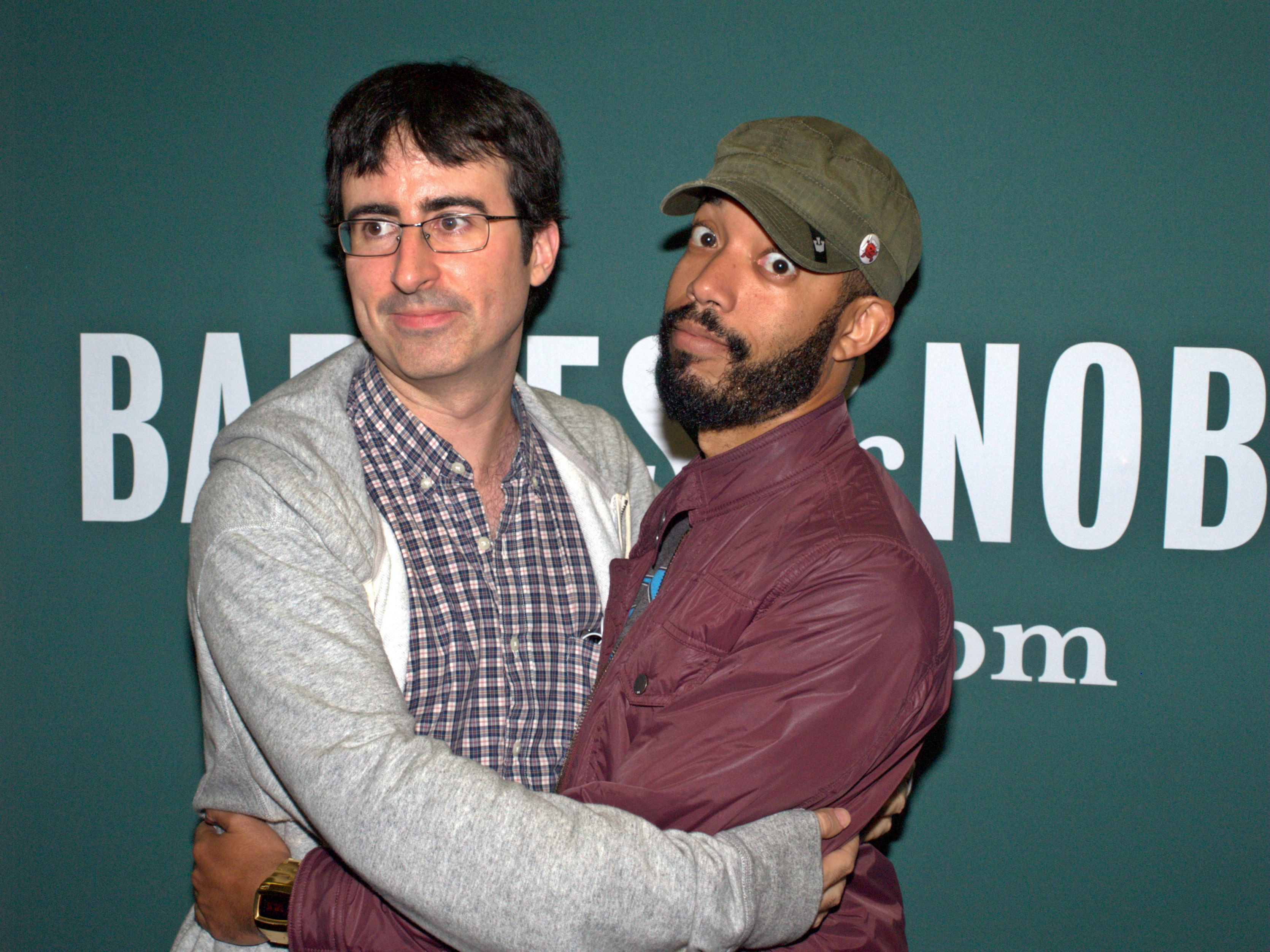
Les correspondants John Oliver et Wyatt Cenac pour le lancement de '.

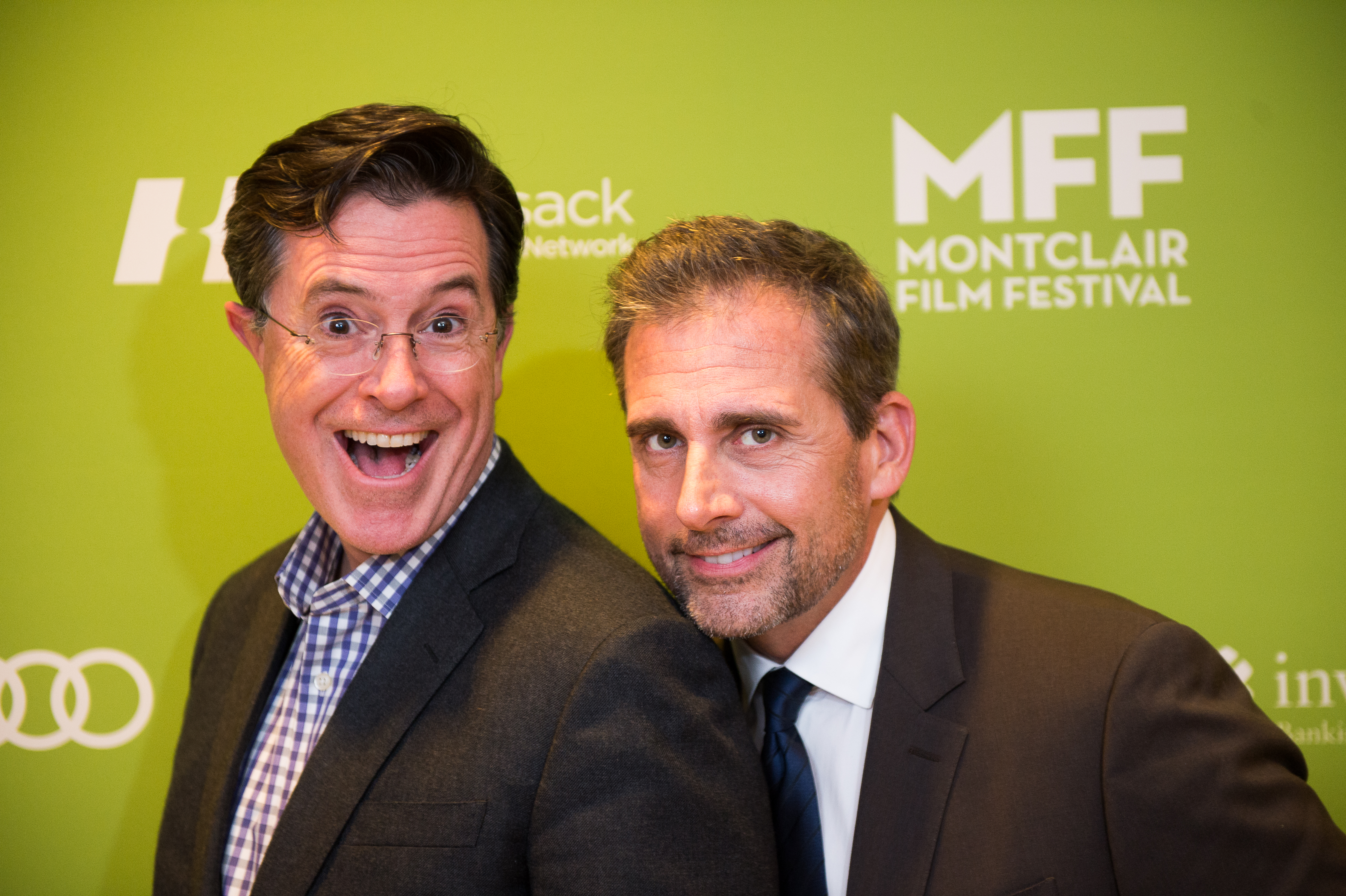
Les anciens correspondants Stephen Colbert et Steve Carell, connus pour leur segment « Even Stev/phen ».

Le monologue est souvent suivi d'un segment dans lequel apparaissent un ou plusieurs correspondants, souvent introduits comme étant des « spécialistes » ou « experts » du sujet en question, et prend la forme d'un échange avec Stewart depuis le plateau ou devant un écran vert représentant une fausse destination. Leur expertise varie en fonction du sujet abordé, allant de la parodie des analystes politiques à des experts de domaines absurdes (« expert principal de la maltraitance infantile »). La distribution des correspondants est diverse, et beaucoup interprètent sarcastiquement des stéréotypes extrêmes d'eux-mêmes (« Correspondant latino principal » ou « Jeune correspondant principal »).
Ils sont parfois vraiment envoyés à l'étranger pour la couverture d'évènements mondiaux majeurs : Operation Silent Thunder: The Daily Show in Iraq dans lequel Rob Riggle est envoyé en Irak, ou Rob Riggle: Chasing the Dragon pendant les jeux olympiques de Pékin en 2008. De plus, Jason Jones (actor) (en) est envoyé en Iran en juin 2009 pour couvrir les élections et John Oliver en Afrique du Sud pour une série de segments intitulés Into Africa pendant la Coupe du monde de la FIFA 2010. En mars 2012, Oliver est envoyé au Gabon pour un reportage sur la décision du gouvernement local de donner 2 millions de dollars à l'UNESCO après la coupe dans le financement américain de l'agence des Nations unies plus tôt dans l'année.
Les correspondants ont deux rôles principaux : ils interprètent soit des parodies d'experts que Stewart interviewe à propos de différents sujets, ou ils présentent un segment d'information commentés de façon humoristique ou satirique. Les sujets des segments des correspondants ont évolué depuis le début de l'émission : pendant les premières années, ils concernaient plutôt des histoires sur divers légendes urbaines ou contemporaines comme le Bigfoot, etc. Mais depuis que Stewart présente l'émission en 1999, l'intérêt de ces segments est devenu plus politique et reflète plus précisément les débats et problèmes actuels. Au début de l'émission, les personnes interviewées par les correspondants étaient pour la plupart ignorantes de l'aspect comique de l'émission et de l'interview. Cependant, depuis que The Daily Show est devenue de plus en plus connue – notamment depuis la couverture des élections américaines de 2000 et 2004 – la plupart des sujets interviewés sont averties de l'orientation comique.
Plusieurs comédiens comme Steve Carell, Ed Helms, Lewis Black, Kristen Schaal, Nancy Walls (épouse de Carell), Beth Littleford, Caroline Rhea et Stephen Colbert s'y sont fait connaître du grand public grâce à cette émission, participant comme correspondant, chroniqueur ou présentateur.

### Segment récurrent
Certains segments deviennent récurrents de manière périodique, en fonction de leur popularité ou de la couverture d'un évènement comme des élections, souvent présentés par des correspondants. On peut citer : Back in Black avec Lewis Black, This Week in God et Are You Prepared?!? avec Samantha Bee (Full Frontal with Samantha Bee (en)), Trendspotting avec Demetri Martin, Wilmore-Oliver Investigates avec John Oliver et Larry Wilmore, et plus récemment You're Welcome et Money talks avec John Hodgman. Depuis l'invasion de l'Irak en 2003, un segment récurrent intitulé Mess O' Potamia est créé, centré sur la politique américaine au Moyen-Orient, en particulier en Irak. Les élections américaines font également l'objet d'un segment spécial nommé Indecision avec des émissions spéciales en 2000, 2004, 2006, 2008 et 2010 les nuits d'élection. En 2000, 2004 et 2008, l'émission s'est déplacée dans les villes accueillant les Conventions nationales Démocrates et Républicaines.

### Interviews de célébrités

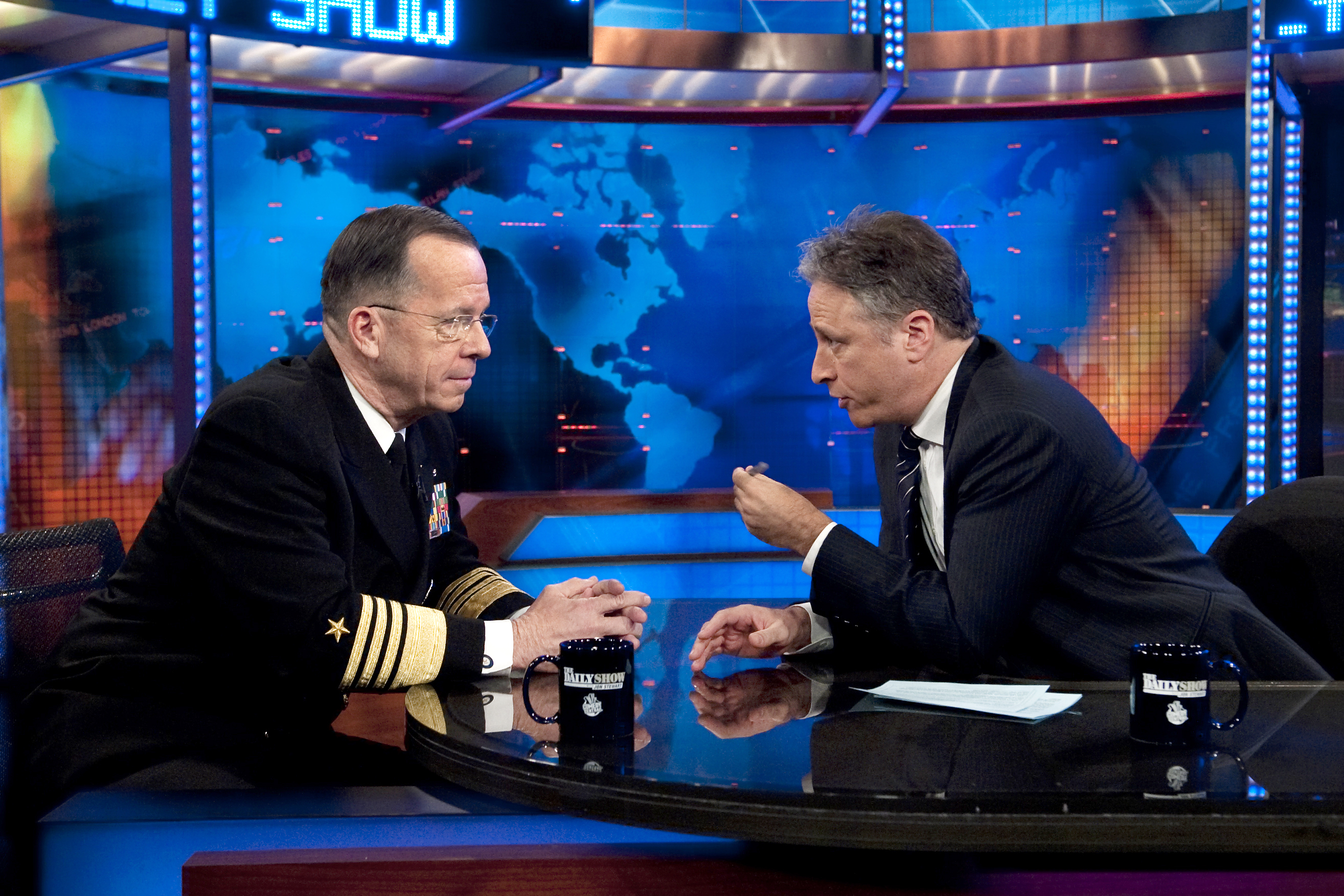
Jon Stewart (à droite) présente un épisode du Daily Show en 2010 avec l'Amiral Michael Mullen.

Dans la troisième partie de l'émission, Stewart conduit une interview d'un invité. Celui-ci appartient à un domaine compris dans un large spectre culturel : acteurs, musiciens, auteurs, athlètes, figures politiques, hommes d'affaires, etc. Le magazine Rolling Stone a décrit le Daily Show de Jon Stewart comme étant « la destination rêvée pour quiconque veut vendre un livre ou paraître branché, des candidats présidentiels aux dictateurs militaires. »
Les invités politiques éminents incluent le président des États-Unis, Barack Obama et son vice-président Joe Biden, les anciens présidents Jimmy Carter et Bill Clinton, les anciens premiers ministres britanniques Tony Blair et Gordon Brown, les anciens présidents pakistanais Pervez Musharraf et mexicain Vicente Fox et le président bolivien Evo Morales. Des invités sportifs ont également été interviewés par Stewart, comme LeBron James (basketball) et Lance Armstrong (cyclisme).

### Segment de conclusion
En conclusion, Jon Stewart fait souvent une transition avec le The Colbert Report de Stephen Colbert diffusé juste après, depuis le lancement de l'émission dérivée en octobre 2005 (initialement diffusée quotidiennement, elle est programmée deux fois par semaine en 2007 et une fois en 2009). Lorsque The Colbert Report n'est pas programmé, The Daily Show se termine sur une vidéo sans commentaire humoristique nommée génériquement Your Moment of Zen.

## Distinctions
- Primetime Emmy Awards 2015 : Meilleure émission de divertissement

## Émissions et produits dérivés

### The Colbert Report
À la suite du succès de l'émission, un spin-off en a été tiré, où le reporter Stephen Colbert présente sa propre émission à la suite du Daily Show sur Comedy Central, sous le titre The Colbert Report.

### The Nightly Show with Larry Wilmore
Le 10 avril 2014, après l'annonce du départ de Colbert pour remplacer David Letterman comme hôte du Late Show sur CBS à compter de 2015, Comedy Central a annoncé que The Colbert Report prendrait fin en décembre 2014. La chaîne a par la suite annoncé que l'émission serait remplacée par un nouveau late show intitulé The Nightly Show with Larry Wilmore (en) et présenté par le correspondant du Daily Show Larry Wilmore.

### Nederlandse Editie
Aux Pays-Bas, une édition en néerlandais a été créée en 2011, diffusée sous le nom de The Daily Show: Nederlandse Editie sur Dutch Comedy Central, parodiant l'actualité néerlandaise et présentée par Jan Jaap van der Wal (nl).

### Livres
America (The Book): A Citizen's Guide to Democracy Inaction (littéralement, « America (Le Livre) : un guide citoyen à l'inaction de la Démocratie »), publié en 2004 est un livre écrit par Jon Stewart et des scénaristes de l'émission qui parodie et satirise la politique américaine et l'appréciation du monde par l'Amérique. Earth (The Book): A Visitor's Guide to the Human Race (en) (littéralement, « La Terre (Le Livre) : un guide pour les visiteurs de la race humaine »), également écrit par Stewart et des scénaristes, est un livre publié en 2010 sur le principe d’America (The Book) mais plutôt centré sur la planète et la culture universelle que sur le point de vue américain.
- Jon Stewart et al., America (The Book): A Citizen's Guide to Democracy Inaction, 2004
- Jon Stewart et al., Earth (The Book): A Visitor's Guide to the Human Race (en), 2010

## Diffusion internationale
The Daily Show est diffusé sur de nombreux réseaux à travers le monde. Une version globale appelée The Daily Show: Global Edition est conçue pour être diffusée de façon hebdomadaire sur le réseau international de CNN, durant les plages horaires du weekend, depuis septembre 2002. Avant chaque retransmission un message apparaît : « l'émission que vous allez regarder est une émission de parodie d'actualités, les actualités ne sont pas vérifiées, ses animateurs ne sont pas des journalistes et leurs opinions ne sont nullement approuvées ». Cette édition, d'une durée de 30 minutes, est destinée à un public mondial. Jon Stewart commence l'émission par un monologue exclusif qui est ensuite suivi par un condensé de ses émissions de la semaine, avant que Stewart ne close l'émission.
Au Canada, The Daily Show est diffusé sur The Comedy Network (chaîne câblée similaire à Comedy Central) ainsi que sur CTV après les bulletins d'informations locaux de la nuit. Sur les deux réseaux, The Colbert Report est diffusé immédiatement après.
Au Royaume-Uni et en Irlande, la chaîne More4 diffuse les épisodes du Daily Show (du mardi au vendredi) ainsi que The Global Edition non-censurée (le lundi) ; tous les épisodes sont disponibles en vidéo à la demande sur 4oD (en). Par ailleurs, The Colbert Report est diffusé sur FX. Cependant, depuis juillet 2011, seule la Global Edition est diffusée par More4. En juillet 2012, la version britannique de Comedy Central a annoncé la diffusion de tous les épisodes du Daily Show, 24 heures après celle aux États-Unis.
En 2011, l'épisode de la Global Edition de la semaine du 20 juillet n'a cependant pas été diffusé, puisqu'il incluait un segment moquant l'apparition de Rupert Murdoch devant la Chambre des Communes en lien avec le scandale du piratage téléphonique par News International sous le prétexte qu'il moquait le processus parlementaire. En réponse à cela, Stewart a consacré une partie de l'émission du 2 août 2011 à un pamphlet contre la censure du réseau britannique. En mai 2011, l'émission avait également mentionné l'interdiction d'utiliser des images du mariage royal en diffusant une vidéo satirique incluant l'Ours Paddington, Gollum, Hitler comme invités,.
L'émission a été diffusée en France depuis à partir du 20 août 2007 sur Canal+ décalé, en version originale sous-titrée (l'émission est diffusée le lendemain matin de sa diffusion aux États-Unis, du mardi au vendredi, et la Global Edition est diffusée le lundi vers midi). Après les élections américaines de 2008, Canal + a interrompu la diffusion quotidienne du Daily Show : à partir de janvier 2009, seule l'édition internationale demeure diffusée le samedi. Ceci s'expliquerait peut être par le début du Petit Journal, qui s'inspirerait de cette émission[réf. nécessaire], mais surtout par une audience trop faible qui ne justifiait pas les importants coûts de traduction et de sous-titrage réalisés pendant la nuit suivant la diffusion aux États-Unis et précédant la diffusion en France. La diffusion de la Global Edition a également été interrompue en 2012.
Les épisodes sont librement accessibles en ligne sur le site du Daily Show.
En France, la diffusion reprend en US+1 sur Comedy Central en octobre 2018 sous le titre Le Daily Show avec Trevor Noah.
En Algérie, The Daily Show est le version algérienne et diffusée sur Comedy Central, présentée par Abdelkarim Derraji.